# Wahl zur Stadtverordnetenversammlung von Groß-Berlin 1946

Ergebnisse der Wahl zur Stadtverordnetenversammlung in den Sektoren und Bezirken Berlins 1946

- SED: 26
- SPD: 63
- LDP: 12
- CDU: 29

Die Wahl zur Stadtverordnetenversammlung von Groß-Berlin am 20. Oktober 1946 war die einzige Gesamtberliner Wahl zwischen dem Ende des Zweiten Weltkriegs und der deutschen Wiedervereinigung. Gewählt wurden die Stadtverordnetenversammlung von Groß-Berlin und die zwanzig Bezirksverordnetenversammlungen.
Klarer Sieger der Wahl war die SPD unter Otto Ostrowski, die mit 48,7 % und 63 von 130 Mandaten die absolute Mehrheit nur knapp verfehlte. Auf den zweiten Platz kam die CDU unter Ferdinand Friedensburg mit 22,2 % der Stimmen und 29 Mandaten. Die erst im April 1946 durch die Zwangsvereinigung von KPD und SPD entstandene SED musste mit 19,8 % der Stimmen und 26 Mandaten eine empfindliche Schlappe hinnehmen. Die restlichen 9,3 % der Stimmen entfielen auf die LDP, die 12 Mandate erhielt. Die Wahlbeteiligung betrug 92,3 %.

## Ergebnis
| Wahl vom 20. Oktober 1946 | Wahl vom 20. Oktober 1946 | Wahl vom 20. Oktober 1946 | Wahl vom 20. Oktober 1946 |
| ------------------------- | ------------------------- | ------------------------- | ------------------------- |
| Wahlberechtigte           | 2.307.122                 |                           | Mandate                   |
| Wahlbeteiligung           | 2.128.677                 | 92,3 %                    |                           |
| SPD                       | 1.015.609                 | 48,7 %                    | 63                        |
| CDU                       | 462.425                   | 22,2 %                    | 29                        |
| SED                       | 412.582                   | 19,8 %                    | 26                        |
| LDP                       | 194.722                   | 9,3 %                     | 12                        |
| Summen (gültige Stimmen)  | 2.085.338                 | 100,0 %                   | 130                       |

| Wahlergebnis im sowjetischen Sektor %50403020100 43,629,818,77,8 SPDSEDCDULDP | Wahlergebnis in den drei Westsektoren %6050403020100 51,724,313,710,2 SPDCDUSEDLDP |

Dies war die einzige Wahl, bei der die unter sowjetischem Druck entstandene SED gegen den Teil der SPD antrat, der sich (vor allem in den Westsektoren) der Zwangsvereinigung widersetzte. Das Ergebnis wurde als klare Absage an die von der sowjetischen Besatzungsmacht favorisierte SED gewertet. Auch in den östlichen Bezirken lag die SPD deutlich vor der SED. Laut dem Historiker Hermann Weber zeigte sich hier, „daß die SED in wirklich freien Wahlen keinerlei Chance besaß, die angestrebte Hegemonie zu erlangen“.

## Folgen
Am 5. Dezember 1946 wählte die Stadtverordnetenversammlung den SPD-Spitzenkandidaten Otto Ostrowski zum Oberbürgermeister von Groß-Berlin, der einer Dreierkoalition aus SPD, CDU und LDP vorstand. Als Ostrowski sich weigerte, die SED-Funktionäre aus seinem Magistrat zu entlassen, stellte seine eigene Fraktion am 11. April 1947 einen Misstrauensantrag gegen ihn, der auch mit Mehrheit angenommen wurde. 
Am 17. April 1947 trat Ostrowski zurück und zu seinem Nachfolger wurde am 24. Juni 1947 Ernst Reuter  gewählt, der sein Amt jedoch wegen des sowjetischen Vetos in der Alliierten Kommandantur nicht antreten konnte. Im Magistrat Reuter wurde daher Louise Schroeder amtierende Oberbürgermeisterin bis zur Wahl zur Stadtverordnetenversammlung im Dezember 1948.